# Volker Steenblock

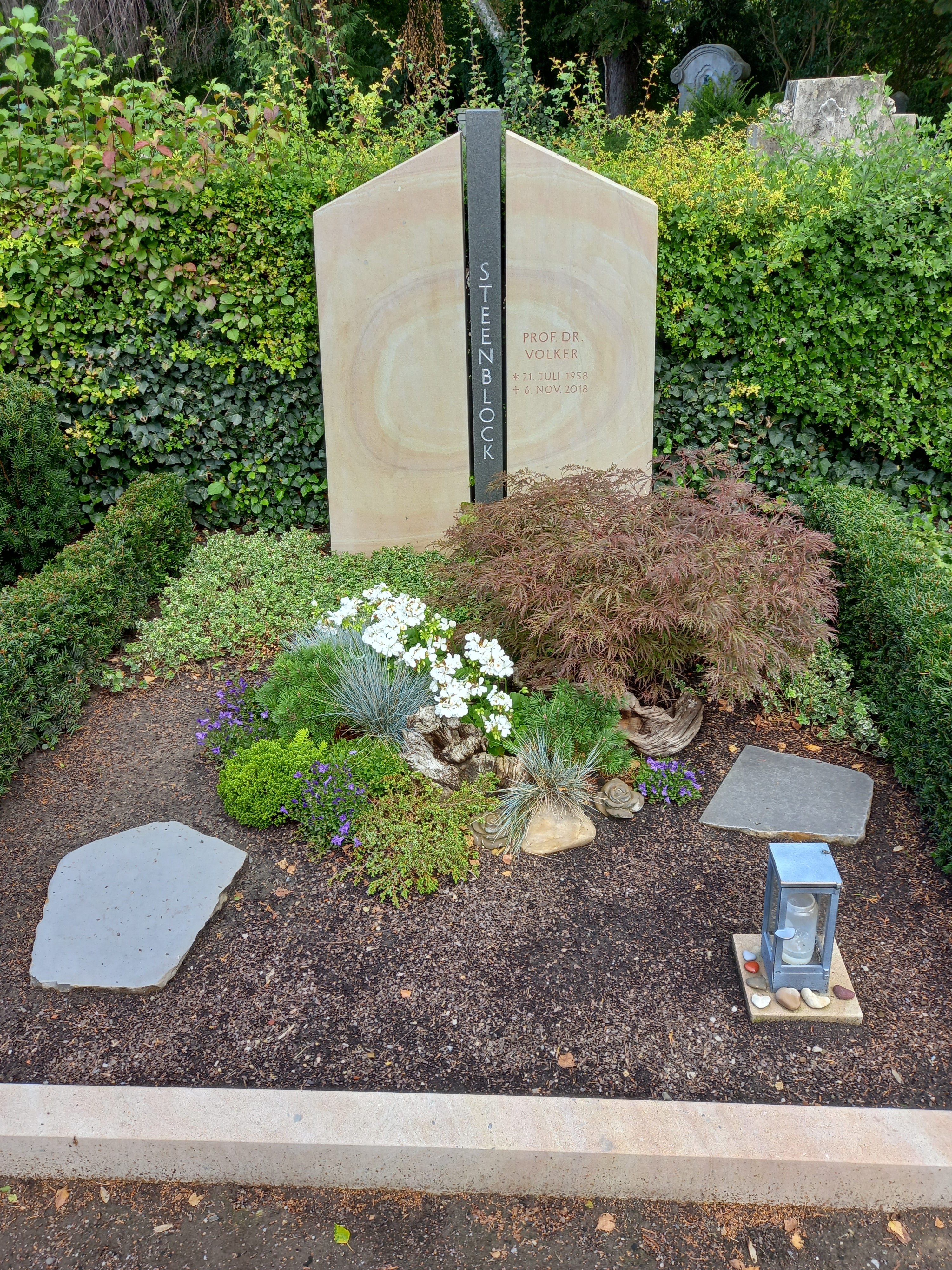
Das Grab von Volker Steenblock auf dem neuen Mauritz-Friedhof in Münster

Volker Steenblock (* 21. Juli 1958 in Leer; † 6. November 2018 in Münster) war ein deutscher Philosoph und Fachdidaktiker der Philosophie. Seit 2004 hatte er eine Professur an der Ruhr-Universität Bochum für Philosophie und ihre Didaktik und Kulturphilosophie.

## Leben
Er studierte Philosophie, Geschichte und Germanistik, legte das erste (1984) und zweite Staatsexamen (1987) ab, es folgten die Promotion (1990) und die Habilitation (1997).
Von 1985 bis 2004 arbeitete er in Gesamtschule und Gymnasium, Erwachsenenbildung und an den Universitäten in Hamburg, Saarbrücken, Bochum und Münster. Hier war er Leiter der „Gemeinsamen Arbeitsstelle ´Praktische Philosophie' der Bezirksregierung und der Westfälischen Wilhelms-Universität Münster“, Schul-Fachberater „Philosophie“ und Moderator in der Lehrerfortbildung (Zertifikats- und Studienkurse): „Praktische Philosophie“.
Seit 1996 war er Mitglied verschiedener Arbeitsgruppen zur Entwicklung der Fächer „Praktische Philosophie/Philosophie“ in NRW; Koordinierendes Mitglied des „Forum für Didaktik der Philosophie und Ethik“ (Dresden), einer Arbeitsgemeinschaft der Deutschen Gesellschaft für Philosophie, dieser Vereinigung selbst sowie assoziiertes Mitglied im Vorstand des „Fachverbandes Philosophie“ der Philosophielehrerinnen und -lehrer in Nordrhein-Westfalen. Er war Mitherausgeber der „Zeitschrift für Didaktik der Philosophie und Ethik“.
Seine Arbeits- und Interessenschwerpunkte waren vor allem die Kulturphilosophie und verwandte Bereiche (Theorie der Geisteswissenschaften, Geschichtsphilosophie; Dilthey-Forschungsstelle); Philosophie der Bildung; Didaktik der Philosophie.

## Schriften (Auswahl)
- Theorie der kulturellen Bildung. Zur Philosophie und Didaktik der Geisteswissenschaften. Fink, München 1999, ISBN 3-7705-3396-8 (zugleich Habilitationsschrift).
- Philosophische Bildung. Einführung in die Philosophiedidaktik und Handbuch: Praktische Philosophie. Lit, Münster u. a. 2000, ISBN 3-8258-4805-1 (Münsteraner Einführungen. Münsteraner philosophische Arbeitsbücher 1), (5. Auflage. ebenda 2011, ISBN 978-3-8258-4805-7).
- Kleine Philosophiegeschichte. Reclam, Stuttgart 2002, ISBN 3-15-018198-4 (Universal-Bibliothek 18198), (Durchgesehene und bibliografisch ergänzte Ausgabe. ebenda 2007, ISBN 978-3-15-018198-0).
- Kunst gibt uns zu denken. Philosophieren mit Bildern und Literatur, Oper und Theater. Projektverlag, Bochum/Freiburg 2015, ISBN 978-3-89733-364-2.
- Kulturphilosophie. Der Mensch im Spiegel seiner Deutungsweisen. Alber, Freiburg/München 2018. ISBN 978-3-495-48552-1.

### Herausgeber
- Zeitschrift für Didaktik der Philosophie und Ethik. Hannover 1979 ff. (mit Ekkehard Martens, Monika Sänger und Johannes Rohbeck)